# 자비바카

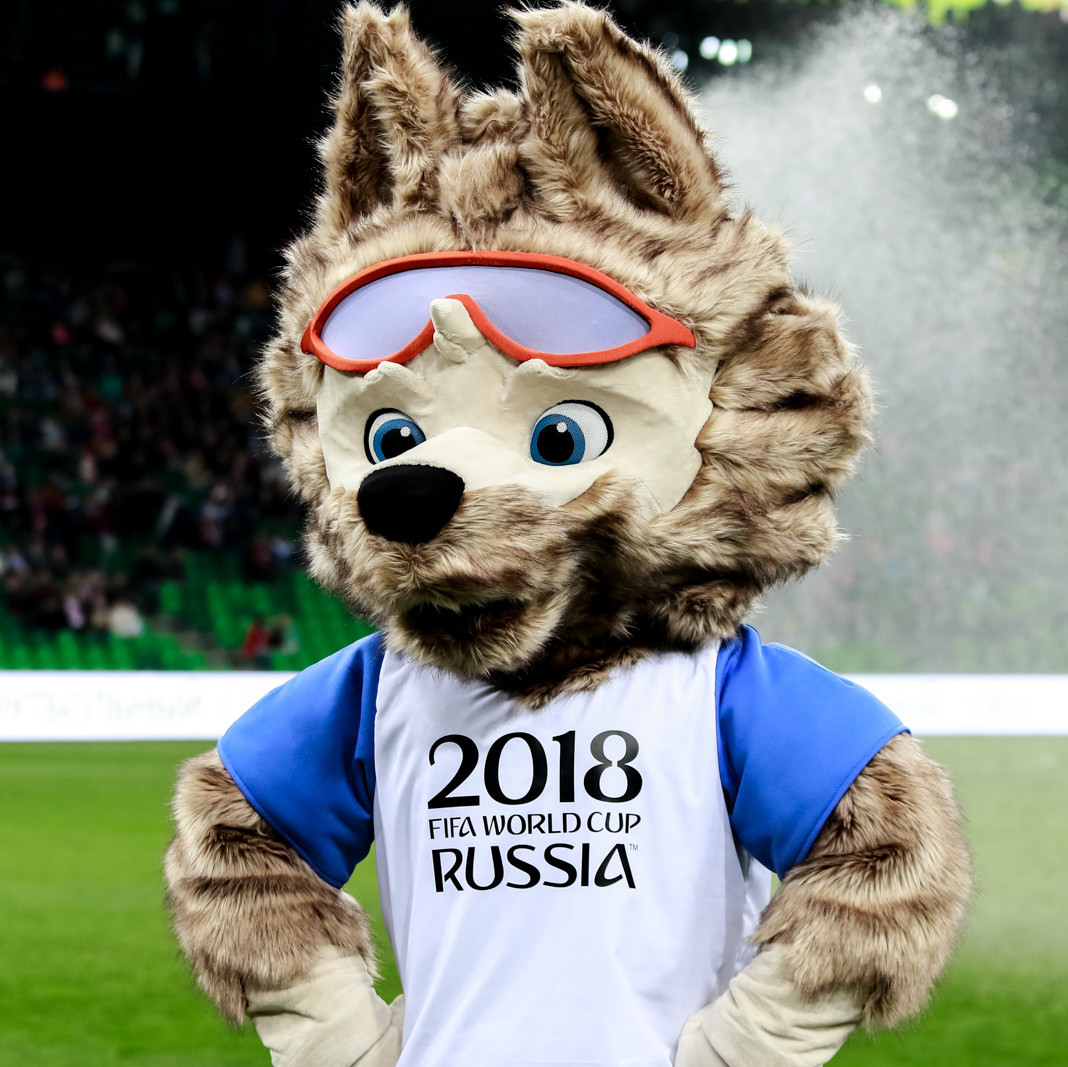
자비바카

자비바카(러시아어: Забива́ка)는 러시아에서 개최된 2018년 FIFA 월드컵의 공식 마스코트이다. 마스코트는 2016년 10월 21일에 공개되었다. 유라시아늑대가 의인화된 모습으로, "RUSSIA 2018"이라는 문구가 적혀진 파란 소매의 흰색 티셔츠와 빨간색 반바지를 입고 있다. 또한, 고글을 쓰고 있다. 디자이너에 따르면, 이 고글은 스키 고글은 아니지만 사이클링에 사용되는 것과 같은 스포츠 고글로, 자비바카는 매우 빠르므로 눈 보호가 필요하다고 한다. 옷에 사용된 흰색, 파란색, 빨간색은 러시아 팀을 의미한다.

## 같이 보기
- 2014년 동계 올림픽 마스코트
- 미샤 (마스코트)
- 2018년 FIFA 월드컵
- FIFA 월드컵